# Blair Alston
Blair Alston, né le 23 mars 1992 à Kirkcaldy au Royaume-Uni, est un footballeur écossais. Il joue au poste de milieu de terrain pour le club de Kilmarnock FC.

## Biographie
Il inscrit 10 buts en deuxième division écossaise lors de la saison 2015-2016 avec l'équipe de Falkirk.
Le 6 juin 2019, il rejoint Hamilton Academical.

## Palmarès
- Vainqueur de la Scottish Challenge Cup en 2012 avec Falkirk

- Kilmarnock
  - Champion de Scottish Championship (D2) : 2022